# فالديس أوسكارسدوتتر
فالديس أوسكارسدوتتر (بالآيسلندية: Valdís Óskarsdóttir)‏ (و. 1950  م) هي كاتبة سيناريو، ومونتيرة، ومخرجة أفلام آيسلندية، ولدت في أكوريري.

## التعليم
تعلمت في National Film School of Denmark ‏، في تخصص مونتير (1987–1991)
.

## وصلات خارجية
- فالديس أوسكارسدوتتر على موقع IMDb (الإنجليزية)
- فالديس أوسكارسدوتتر على موقع قاعدة بيانات الأفلام العربية
- فالديس أوسكارسدوتتر على موقع ألو سيني (الفرنسية)
- فالديس أوسكارسدوتتر على موقع ميوزك برينز (الإنجليزية)
- فالديس أوسكارسدوتتر على موقع أول موفي (الإنجليزية)
- فالديس أوسكارسدوتتر على موقع قاعدة بيانات الأفلام السويدية (السويدية)
- فالديس أوسكارسدوتتر على موقع قاعدة بيانات الفيلم (الإنجليزية)
- فالديس أوسكارسدوتتر على موقع كينوبويسك (الروسية)